# Harbarnsen
Harbarnsen er en tidligere kommune i det centrale Tyskland med 554(2016) indbyggere, hørende under Landkreis Hildesheim i den sydlige del af delstaten Niedersachsen. Den er en del af amtet (Samtgemeinde) Lamspringe.

## Geografi
Harbarnsen ligger i et landbrugsområde mellem Naturpark Weserbergland Schaumburg-Hameln og Harzen, omkring 9 km sydvest for Bad Salzdetfurth. De omgivende højdedrag Sackwald, Harplage og Heber, er dele af Niedersächsisches Bergland.
Harbarnsens nabokommuner er (med uret fra nordøst) Sehlem, Neuhof, Woltershausen, Everode og Adenstedt, alle i Landkreis Hildesheim.

### Inddeling
I kommunen Harbarnsen ligger to landsbyer: Harbarnsen og Irmenseul.
- Gammelt distilleri i Harbarnsen, 1991
- Reproduktion af Irminsul i Irmenseul